# ネバーセイ・ネバーアゲイン
『ネバーセイ・ネバーアゲイン』（原題: Never Say Never Again）は、1983年にアーヴィン・カーシュナーが監督したスパイ映画。原作は1961年に出版されたイアン・フレミングのジェームズ・ボンド小説『サンダーボール作戦』で、ケヴィン・マクロリー、ジャック・ウィッティンガム、フレミングの3人によるオリジナルストーリーがベースになっている。この小説は、1965年に同名の映画で映画化されている。他のボンド映画とは異なり、『ネバーセイ・ネバーアゲイン』はイーオン・プロダクションズではなく、ジャック・シュワルツマンのタリアフィルムが製作した。製作総指揮は、『サンダーボール作戦』の原作者の一人であるケヴィン・マクローリーが務めた。
ショーン・コネリーは、7回目にして最後のボンド役を演じ、『ダイヤモンドは永遠に』から12年ぶりにボンド役に復帰した。
1983年10月にワーナー・ブラザースから公開され、コネリーとクラウス・マリア・ブランダウアーの演技が、当時の典型的なボンド映画よりも感情に訴えかけるものがあると評価され、好評を博した。この映画は商業的にも成功し、興行収入は1億6千万ドルに達したが、同年初めに公開されたイーオン製作の『オクトパシー』には及ばなかった。

## 概要
イオン・プロダクション、ユナイテッド・アーティスツ、メトロ・ゴールドウィン・メイヤーが製作に関わっていないボンド映画2作品のうちの一つであり、初代ジェームズ・ボンドを演じたショーン・コネリーが、久々にボンド役に復帰し話題となった作品である。主な撮影地はバハマ、フランス、スペイン、イギリスなど。
本作の題名「ネバーセイ・ネバーアゲイン（「次はない」なんて言わないで）」は、ミシュリーヌ・コネリー（コネリーの妻）が「もうボンドを演じないなんて言わないで（ネバーセイ・ネバーアゲイン）」と言ったことから採られたものである。ただし、ボンド役の再演は一度きりと思って出演したコネリーは劇中ラストで、「再び任務に就いて欲しい」という依頼に「二度とごめんだ!（ネバーアゲイン）」と答え、華麗にウインクを決める事で上手く纏めている。
原作は、イアン・フレミング、ケヴィン・マクローリー、ジャック・ウィンティンガムの共同執筆による映画化用脚本『James Bond, the Secret Service』だったが、フレミングが2人に無許可で、この脚本を元に『サンダーボール作戦』として小説化した。これに怒ったマクローリーは訴訟を起こしたが、裁判はフレミング側がスペクター、ブロフェルドの出版物の続編権、マクローリー側が同様の映画化権を分け合い小説の共同著者としてクレジットすることで1963年に和解に至った。このため、映画シリーズは3作目の『ゴールドフィンガー』ではスペクターを登場させられなかった。映画化権を取得したマクローリーは、ワーナー製作、リチャード・バートン（元々バートンはフレミングとマクローリーが作ろうとしたボンド映画のイメージキャストだった）主演の007映画の制作を発表するが、プロデューサーのブロッコリがUAを通じてマクローリーと交渉し、『サンダーボール作戦』の製作としてマクローリーの名をクレジットさせる代わりに、以後10年間はマクローリーによる007映画の製作はしないことで交渉は成立した。
そして、10年後にマクローリーは、コネリーに話を持ち掛け、さらにハリー・パーマーシリーズの作者でフレミングと並ぶスパイ小説の巨匠、レン・デイトンと共同で『サンダーボール作戦』のリメイク版『WARHEAD』の脚本を執筆、映画化に乗り出したが、ダンジャック（イオン・プロの親会社）とUAが提訴し、オリジナルとストーリーが大きく異なることが理由で敗訴した。この時点ではコネリーは製作、総監督、脚本を担当し、監督にリチャード・アッテンボロー、ブロフェルド役にオーソン・ウェルズ、M役にトレヴァー・ハワード、ボンド役は若手俳優を起用する予定だった。既に製作の全権はコネリーが握っていた。
80年代に入り、オリジナルに沿った形に脚本を書き直し、ボンド役としてコネリーは長年の友人でシリーズから降板表明をしたロジャー・ムーアに白羽の矢を立てるが、ムーアの後任が見つからなかったことと、MGM（UAを買収）が破格の出演料を提示したことにより、ムーアは続投を決意、『オクトパシー』への出演を選択する。ここに至り、コネリーは前述のミシェリーンの言葉を受け、ボンド役への返り咲きを決意、ジャック・シュワルツマンと共に『ネバーセイ・ネバーアゲイン』を製作した。
本作は厳密にいえば、『サンダーボール作戦』のリメイクではなく、映画用オリジナル脚本『James Bond, the secret service』改訂版の映画化である。小説『サンダーボール作戦』も同脚本のノベライズであるため、本作と小説は同脚本の子供で、映画『サンダーボール作戦』は同脚本から見たら、孫という存在になる。本作が小説『サンダーボール作戦』を原作とした場合、「小説『サンダーボール作戦』に基づく」というクレジットが必要になるが、当該クレジットは存在しない。
本作は主演は勿論、共演者、製作総指揮、総監督、脚本、最終編集権等、スタッフの人選に至るまで、全ての部門に於いてコネリーの人脈と意思を反映した「コネリーのコネリーによるコネリーのための」プライベート作品の側面も持ち、大手のスポンサーを持たない、一俳優のインディペンデント作品として考えれば、21世紀に入った現在においても、比較出来る作品が少ない、とてつもない規模の作品である。尚、制作したタリアフィルムとはシュワルツマンの妻で女優のタリア・シャイアに由来する。また、タリア・シャイアは本作のアソシエイトコンサルタントとしてエンドロールにクレジットされている。
シュワルツマンがコッポラ・ファミリーの一員であることから彼がこの企画に参画した時点で義兄のフランシス・フォード・コッポラがメガホンを握るのではと話題になったこともある。
当初は「女王陛下の007」の監督で初期シリーズの編集や第2班の監督もしていたピーター・ハントが演出をする予定であったが、イオン・プロとの絡みで実現せず、「スター・ウォーズ エピソード5/帝国の逆襲」の監督、アーヴィン・カーシュナーに落ち着いた。このほかにも旧知のボンド映画を卒業したスタッフに声を掛けたが、イオン・プロとの関係を気にしたため、手を挙げる者はほとんどいなかった。唯一の例外は「サンダーボール作戦」の水中撮影監督、リコウ・ブラウニングだった。一連のオファーのキャンセルをコネリーはイオン・プロとMGMの妨害工作によるものと考えており、TV番組に出演した際、司会者にボンドのヴィラン役にふさわしい人物はと聞かれ、躊躇なく「カビー・ブロッコリだ」と発言し、聴衆の爆笑を誘った。
旧来のイオン・プロ制作の007映画ではないためにタイトルに「007」が入らないことを始め、お馴染みのオープニングのガンバレル・シークエンスや「ジェームズ・ボンドのテーマ」は一切流れない。音楽はミシェル・ルグランが担当している。本作が公開された1983年にはイオン・プロの007シリーズとしてロジャー・ムーア主演『オクトパシー』も公開され、世界興行成績は『オクトパシー』が第2位で本作は第4位だったが、2本の007映画が上位を占める結果となった（日本では『オクトパシー』が1983年度の外国映画配給収入で第4位、本作は1984年度の外国映画配給収入で第6位）。
公開当時はサウンドトラックがリリースされておらず、映画音楽番組では映画での録音が直接使用された。1995年にイギリスではシルバースクリーンレコードからサントラがリリースされている。また、日本限定でサウンドトラックがセブンシーズ（キング）レコードよりLPとカセットで発売されていた。後年LPをそのまま収録されたCDがキングレコードより発売されたが、短期間で廃盤になり、オークション等で高値が付いている。なお、同アルバムに収録されているエンディング・テーマは劇中と同じバージョンであり、1995年にイギリスでCD発売されたものと異なっている。また、ラニ・ホールの主題歌と、ソフィ・デラの歌う挿入歌「愛のシャンソン」はシングル・カットされた。
ボンドの秘密兵器としては、ボンドカーは登場せず、その代わりにヤマハのオンロードタイプのオートバイ（XJ650ターボ）に特殊装備を備えた「ボンドバイク」が登場する。また特殊装備としては、ロケット万年筆、水中スクーター、XT-7B（ポラリス弾道ミサイルの弾頭部に搭載する単座式フライングプラットフォーム。アメリカ海軍開発）が登場した。
敵役のラルゴは『サンダーボール作戦』と異なり、かなり偏執狂的なキャラクターとなっている。ラルゴとボンドがカジノで対決するのはカードゲームではなく、負けるとジョイスティックに高圧電流が流れるという核戦争をイメージした命がけの電子ゲームで、スペイン、日本、アメリカ合衆国、最後はそれ以外のすべての国々を獲り合って争うという趣向となっているが、ルールはあまり明確にされていない。
クレジットこそされていないが、本作の実質的な最終決定権は1975年の企画発足当初からコネリーにあり、マクローリーは主導権を握っていなく、プロデューサーであるシュワルツマンも1980年代に登用された法的な調整役に過ぎない。これに納得できなかったのか、マクローリーはこの後も「WARHEAD 改め、ATOMIC WARFARE」や、「WARHEAD 2000 A.D.」、「SPECTRE（2015年の作品とは無関係）シリーズ」等と銘打った作品の製作を発表し、ボンド役に4代目の最有力候補だった5代目就任前のピアース・ブロスナンや、4代目を卒業したティモシー・ダルトンを主演に据えると息を巻いたが、結局、実現しなかった。
一方のコネリーも2000年頃のインタビューで度々、「今の自分（当時70歳代）が演じられるボンドに興味がある」と語り、ボンド役への返り咲きに意欲を持っていて、のちにTVゲーム（2005年の『ロシアより愛を込めて』にボンドの声優として参加）で実現した。
アンクレジットながらマーシャルアーツ・インストラクターとして、当時無名だったスティーヴン・セガールが参加している。アクションの指導中にセガールがコネリーの手首を骨折させるというアクシデントがあった。
日本公開時のテレビスポットは若山弦蔵の一人称ナレーションでシリーズ最新作（実際は違う）と謳っていた。
DVD版には日本語吹替版は収録されていないが、BD版にはフジテレビ放送吹替版とWOWOWで放送された吹替新録版が収録されている。

## ストーリー
英国秘密情報部（MI6）の諜報部員ジェームズ・ボンドが定期訓練で不合格となり、上司のMは身体を鍛え直すためにロンドン郊外の診療所に行くよう命じる。そこにいる間、ボンドは近くの部屋で看護師ファティマ・ブラッシュがサド・マゾ的な暴行を患者に加えているのを目撃する。男性の顔には包帯が巻かれており、ブラッシュが殴打を終えた後、男性は目をスキャンする機械を使用する。ボンドはブラッシュに見つかってしまい、ブラッシュはクリニックのジムでボンドを殺すために暗殺者リッペを差し向ける。ボンドは格闘の末、リッペを殺し、クリニックの家具や設備の多くが破壊されてしまう。Mは生じた損害への支払いを余儀なくされ、ボンドは現役勤務を停止される。
ブラッシュはエルンスト・スタヴロ・ブロフェルドが運営する犯罪組織「SPECTRE」の一員である。彼女の担当はヘロイン中毒の米空軍パイロット、ジャック・ペタチだ。ペタチは、在英の米軍基地であるスワドリー空軍基地の警備に引っ掛からないために、右目の網膜を米国大統領の網膜パターンに一致させる手術を受けた。その際、彼は2基のAGM-86B巡航ミサイルの模擬弾頭を実弾核弾頭に置き換えた。その後、スペクターはその実弾弾頭を盗み出し、NATO加盟国の各政府から数十億ドルを強請り取る計画だ。ブラッシュは、スペクターの痕跡を無くすために、ペタチの車を衝突・爆発させる。
外務大臣アンブローズ卿は気乗りしないMにMI6の「ダブル0セクション」の活動再開を命じ、ボンドは行方不明の武器を探す任務を負う。ボンドは手がかりを追ってバハマへ行き、ジャックの妹であるドミノ・ペタチと、彼女の裕福な恋人でスペクターの最高レベルの諜報員であるマクシミリアン・ラルゴがいることを知る。
ラルゴのヨットがフランスのニースに向かうと、ボンドはそこに行き、フランスの連絡員ニコールとCIAのカウンターパートであるフェリックス・ライターと協力する。ボンドは従業員を装って健康・美容センターに行く。彼はドミノにマッサージを施し、ドミノはラルゴがその夜カジノでイベントを主催することを明かす。そのチャリティーイベントで、ラルゴとボンドは「ドミネーション」というビデオゲームで対戦する。各ラウンドの敗者は、賭け金に比例して強度が増加する電気ショックを受けることになっている。数ラウンド負けた後、ボンドが勝ち、ドミノと踊りながら、ジャックがラルゴの命令で殺されたことをドミノに告げる。自分の部屋に戻ったボンドは、ニコールがブラッシュに殺されたことを知る。Qが改造したオートバイで犯人を追跡した後、ボンドは待ち伏せに遭い、ブラッシュに捕らえられる。彼女は彼に感銘を受けたことを認め、ボンドにブラッシュが「ナンバーワン」の性的パートナーであると書面で宣言するよう強要する。ボンドは約束すると言って彼女の気を逸らし、Qが改造した万年筆から爆発性の矢を発射してブラッシュを殺害する。
ボンドとライターは行方不明の核弾頭を探すため、ラルゴのヨット「空飛ぶ円盤」に乗り込む。ボンドはドミノを見つけ、ラルゴに嫉妬させようと、ラルゴの覗いているマジックミラーの前でドミノにキスをする。激怒したラルゴはボンドを罠にかけ、ドミノと共に北アフリカにあるラルゴの拠点であるパルミラへ連行する。ラルゴはドミノの裏切りを罰するために、通りすがりのアラブ人にドミノを売りつける。ボンドは監禁場所から脱出し、ドミノを救出する。
ドミノとボンドは米海軍の潜水艦でライターと再会する。最初の弾頭がワシントンDCで発見され起爆装置が取り外された後、彼らはラルゴをエチオピア海岸の砂漠のオアシスの下にある「アッラーの涙」まで追う。ボンドとライターは地下施設に侵入し、そこの寺院では、ライターのチームとラルゴの手下の間で銃撃戦が勃発する。混乱の中、ラルゴは2つ目の弾頭と共に逃走する。 ボンドは水中で彼を捕まえて格闘する。ラルゴが水中銃でボンドを撃とうとしたその時、ジャックの死に復讐するドミノによって水中銃で撃たれる。その後、ボンドは水中で核爆弾の起爆装置を解除し、世界は救われる。ボンドは諜報員の任務から引退し、ドミノと共にバハマに戻り、二度と秘密諜報員にはならないと誓うが、ドミノはそれを信じない。

## スタッフ
- 監督：アーヴィン・カーシュナー
- 製作：ジャック・シュワルツマン
- 製作総指揮：ケヴィン・マクローリー
- 脚本：ロレンツォ・センプル・ジュニア
- 音楽：ミシェル・ルグラン
- 主題歌：ラニ・ホール
- 撮影：ダグラス・スローカム
- 編集：イアン・クラフォード
- プロダクション・デザイン：スティーブン・グライムズ、フィリップ・ハリスン
- 特殊効果：イアン・ウィングローヴ

## キャスト
- ジェームズ・ボンド：ショーン・コネリー
- マキシミリアン・ラルゴ（SPECTRE's No.1）：クラウス・マリア・ブランダウアー
- エルンスト・スタヴロ・ブロフェルド（SPECTREの首領）：マックス・フォン・シドー
- ファティマ・ブラッシュ（SPECTRE's No.12）：バーバラ・カレラ
- ドミノ・ペタチ：キム・ベイシンガー
- フェリックス・ライター：バーニー・ケイシー
- M：エドワード・フォックス
- Q/アルジャーノン：アレック・マッコーエン
- マニーペニー：パメラ・セイラム
- ナイジェル・フォーセット：ローワン・アトキンソン
- ジャック・ペタチ大尉：ギャヴァン・オハーリー
- コーバック博士：ミロウ・キレク
- エリオット：ロナルド・ピックアップ
- ニコル：サキア・コーヘン・タヌージ

## 日本語吹替
| 役名                     | 俳優                             | 機内上映版        | フジテレビ版                                    | ソフト版                                                                                             |
| ------------------------ | -------------------------------- | ----------------- | ----------------------------------------------- | --- |
| ジェームズ・ボンド       | ショーン・コネリー               | 若山弦蔵          | 若山弦蔵                                        | 若山弦蔵                                                                                             |
| ラルゴ                   | クラウス・マリア・ブランダウアー | 若本紀昭          | 内海賢二                                        | 佐々木勝彦                                                                                           |
| ブロフェルド             | マックス・フォン・シドー         | 大久保正信        | 中村正                                          | 永田博丈                                                                                             |
| ファティマ               | バーバラ・カレラ                 | 中西妙子          | 鈴木弘子                                        | 坪井木の実                                                                                           |
| ドミノ・ペタチ           | キム・ベイシンガー               | 戸田恵子          | 田島令子                                        | 平澤由美                                                                                             |
| フェリックス・ライター   | バーニー・ケイシー               | 玄田哲章          | 田中信夫                                        | 西凜太朗                                                                                             |
| M                        | エドワード・フォックス           | 加藤精三          | 羽佐間道夫                                      | 田原アルノ                                                                                           |
| Q                        | アレック・マッコーエン           | 田口昻            | 石森達幸                                        | 井上文彦                                                                                             |
| マネーペニー             | パメラ・セイラム                 | 鳳芳野            | 登場シーンカット                                | 浅井晴美                                                                                             |
| ナイジェル・フォーセット | ローワン・アトキンソン           | 谷口節            | 村山明                                          | 岩崎ひろし                                                                                           |
| ジャック・ペタチ大尉     | ギャヴァン・オハーリー           | 千田光男          | 杉原康                                          | 斉藤次郎                                                                                             |
| エリオット               | ロナルド・ピックアップ           | 小野丈夫          | 有本欽隆                                        | |
| レディ                   | ヴァレリー・レオン               | 高島雅羅          | 麻上洋子                                        | |
| コーバック               | ミロス・キレク                   | 平林尚三          | 石森達幸                                        | |
| リッペ                   | パット・ローチ                   | 笹岡繁蔵          | 郷里大輔                                        | |
| アンブローズ             | アンソニー・シャープ             | 鈴木泰明          | 郷里大輔                                        | |
| パトリシア               | プルネラ・ジー                   | 高島雅羅          | 塚田恵美子                                      | |
| ペダーソン               | ビリー・J・ミッチェル            | 鈴木泰明          | 原田一夫                                        | |
| ニコル                   | サスキア・コーエン・タニュジ     | 川島千代子        | 塚田恵美子                                      | |
| フランスの大臣           | シルヴィア・マリオット           | 竹口安芸子        | 公卿敬子                                        | |
| イタリアの大臣           | ロバート・リエッティ             | 小野丈夫          | 清川元夢                                        | |
| カルペッパー             | ヴィンセント・マーゼロ           | 平林尚三          | 大滝進矢                                        | |
| ミラー                   | マニング・レッドウッド           | 広瀬正志          | 原田一夫                                        | |
| シュラブランドのポーター | デレク・デッドマン               | 谷口節            | 仲木隆司                                        | |
| シュラブランドのコック   | ジョアンナ・ディケンズ           | 片岡富枝          | 巴菁子                                          | |
| シュラブランドの看護師   | ルーシー・ホーナック             | 高島雅羅          | 一ノ瀬明美                                      | |
| スピーカーの声           | スピーカーの声                   | 広瀬正志          | 鈴木勝美                                        | |
| ゲームの声               | ゲームの声                       | 笹岡繁蔵          | 龍田直樹                                        | |
| 不明 その他              | 不明 その他                      |                   |                                                 | 松永英晃 坂元貞美 安奈ゆかり 沢口千恵 瀬尾恵子 霜山多加志 北西純子 上城龍也 平勝伊 近藤広務 風間秀郎 |
| 日本語版スタッフ         |                                  |                   |                                                 | |
| 演出                     | 演出                             | 左近允洋          | 春日正伸                                        | 壺井正                                                                                               |
| 翻訳                     | 翻訳                             | 額田やえ子        | 額田やえ子                                      | 石原千麻                                                                                             |
| 効果                     | 効果                             | PAG               | 南部満治/大橋勝次                               | |
| 調整                     | 調整                             | 栗林秀年          | 中村修                                          | 藤樫衛                                                                                               |
| 制作                     | 制作                             | グロービジョン    | ザック・プロモーション                          | グロービジョン                                                                                       |
| 解説                     | 解説                             |                   | 高島忠夫                                        | |
| 初回放送                 | 初回放送                         | 1984年1月22日製作 | 1985年4月6日 『ゴールデン洋画劇場』 21:02-23:24 | 2010年8月19日 WOWOW初回放映 16:35-18:50                                                              |

- 2011年12月6日のCS「洋画★シネフィル・イマジカ（Cinefil imagica）」放送時は上記のうちの「ソフト版」が放送された。
- フジテレビ版でブロフェルドの声を担当した中村正は『007/カジノロワイヤル』でジェームズ・ボンド=デヴィッド・ニーヴンの声を担当しており、ボンドとブロフェルドの声を担当した唯一の声優である。
- フジテレビ版とソフト版はBlu-rayに収録。

## イーオン シリーズとの関係
ケヴィン・マクローリーに力を貸し、本作の製作に携わったワーナーのジョン・キャリーは、その後ワーナーを辞め、MGM傘下となったユナイテッド・アーティスツの社長に就任。1995年、イオン・プロの007シリーズの新ボンドにピアース・ブロスナンを抜擢し『ゴールデンアイ』を大成功させる。人気に陰りを見せていた1990年代の007シリーズはこれで息を吹き返した。この経緯で、とりわけ『ネバーセイ・ネバーアゲイン』と『ゴールデンアイ』には演出やプロット、キャラクターや小道具の設定などに共通点が多い。さらにキャリーはその後、1996年にソニー・ピクチャーズに引き抜かれ、マクローリーと共に『カジノ･ロワイヤル』、『サンダーボール作戦』の映画化権とスペクター及び、ブロフェルドのキャラクター権を行使した新たなボンドシリーズ(『SPECTRE』シリーズ)の立ち上げを試みたが、当然の如くMGMと訴訟になった。この裁判はソニーとMGMが当時、それぞれ独自にバラバラに映画化権が売却されていた『スパイダーマン』の権利回収作業からMGMが手を引き、また、MGMが回収した『スパイダーマン』の権利とソニーが保有する『カジノ・ロワイヤル』の権利を交換し、シリーズの製作を中止することで和解した。マクローリーは一人蚊帳の外で梯子をはずされた格好となる。MGMは(やる気満々だった)ブロスナン主演の『カジノ･ロワイヤル』を映画化する前にソニーに買収され、結果的に『スパイダーマン』と『007』の2大シリーズはソニーの手中に収まる。キャリーはソニー・ピクチャーズ社長に就任、ダニエル・クレイグ主演でシリーズをリブートし、『カジノ・ロワイヤル』を大ヒットさせる。マクローリーは同作公開4日後の2006年11月20日に悲願を成就させることなく世を去る。
その後、マクローリーの遺族とイオン・プロの親会社であるダンジャックとMGMは和解し、シリーズは2015年にスペクターを復活させた。
マクローリーが本作のために契約を結んだジャック・シュワルツマンは、プロデューサーであると同時に、興業界の弁護士としての経歴を持っていたため、法律上の問題を巧みにクリアできた。シュワルツマンは「今まで他のボンド映画が作られていなかったとしても、本作には何の変わりもない」と、本作がイオン・プロの007シリーズの影響をまったく受けない、独立したオリジナル作品であることを強調するコメントを残している。
しかし実際には、本作は無条件で製作を許されたわけではなく、イオン・プロとの水面下での折衝があり、アルバート・ブロッコリとダンジャックは『ネバーセイ・ネバーアゲイン』の興行収入の18パーセントを得る契約になっていたことが、コネリー自身の発言で明らかにされている。この合意の結果、当初のシュワルツマンの主張と完成後の映画には明らかな違いが生じた。エドワード・フォックス演じるMが“前任のM”について触れたり、ボンドがしばらく現役を退いていたことが示されるなど、イオン・プロ版ショーン・コネリー主演作の続編的ニュアンスが仄めかされている。また、原作にはないブロフェルドの愛猫の登場、Qの秘密兵器工房とQのキャラクター（役名および俳優は別人）等、イオン・プロ版で創作されたアイディアを拝借している。狭い路地や階段、運河を生かしたバイク・チェイスも、元々は『ムーンレイカー』のベニスのシークエンスで撮影される予定だったアイディアの没ネタである。
公開に合わせて来日したコネリーは記者会見の席で、本作の出来を質問され「100点満点中60点」だと発言した。会見に同席した戸田奈津子が通訳した模様も含め「2時のワイドショー」等で放送された。同じ記者会見の席で、コネリーはその点数の理由として「スタッフがボンド映画の製作に不慣れであったこと」を挙げている。オリジナルの『サンダーボール作戦』や同年公開の『オクトパシー』が高評価だったこともあり、世評も低かった。しかし、現在ではコネリーがボンドを演じた最後の作品としてファンに記憶されている。また、一度引退したボンドが現役復帰する、ボンドとサメが格闘するなど、イオン・プロのシリーズにはない試みも見られる。キャスト面では、ボンドの盟友フェリックス・ライター役に、作品で初めて黒人のバーニー・ケイシーが起用されたほか、間の抜けた英国大使館員役で、後に『Mr.ビーン』などのコメディ作品で有名になるローワン・アトキンソンが出演している。アトキンソンは後年007シリーズのパロディ作『ジョニー・イングリッシュ』で主演を務めている。
本作は1997年にMGMが管理することで合意に達したため、現在そのビデオグラムは「007/カジノ・ロワイヤル」と共にイオン・プロのシリーズと同じレーベルでリリースされている。

## 参照
1. 1 2  The Numbers
2. ↑  『キネマ旬報ベスト・テン85回全史 1924-2011』（キネマ旬報社、2012年）430頁
3. ↑  『IMdb』より
4. ↑  https://oneroomwithaview.com/2015/10/27/best-films-never-made-28-james-bonds-warhead/
5. ↑  「ロードショウ」誌1983年9月号より
6. ↑  ただし日本公開時は『007 ネバーセイ・ネバーセアゲイン』と紹介されることが多かった。
7. ↑  しかし、『木曜洋画劇場』で放送された際の予告CMではアレンジ版ながらも「ジェームズ・ボンドのテーマ」が使用された。
8. ↑  WorldwideBoxoffice.com
9. ↑  キネマ旬報DB
10. ↑  キネマ旬報DB
11. ↑  https://www.huffingtonpost.co.uk/2015/08/25/james-bond-sean-connery_n_8036238.html
12. ↑  ソフト版は2006年の本家007シリーズの新録と同時期に制作されたが諸事情によりお蔵入りになり、4年後のWOWOWでの初放送で日の目を見ることになった。
13. ↑  「ハリウッド・ビジネス」（ミドリ・モール著　文春新書）
14. ↑  「ジェームズ・ボンドへの招待」ジェームズ・チャップマン著、徳間書店
15. ↑  「ショーン・コネリー」ジョン ハンター著、池谷律代翻訳、キネマ旬報社　なお「BOND ON BOND」ロジャー・ムーア著、篠儀直子訳、スペースシャワーネットワーク刊によれば１パーセントとなっているが、報道はすべて18パーセントで統一されている。
16. ↑  読売テレビ制作・日本テレビ系列
17. ↑  なお、イオン・プロの方でも『カジノ・ロワイヤル』『慰めの報酬』『ノー・タイム・トゥ・ダイ』では黒人のジェフリー・ライトが演じている。